# 亀井京子
亀井 京子（かめい きょうこ、本名：林 京子、1982年8月23日 - ）は、日本のフリーアナウンサー。元テレビ東京アナウンサー。吉本興業所属。

## 人物
兵庫県宝塚市出身。O型。身長は162cm。
小林聖心女子学院高等学校、聖心女子大学文学部卒業。学生時代、『Cancam』や『MORE』（集英社のファッション雑誌）の読者モデルをしており、複数のアナウンススクール（圭三塾、テレビ朝日アスク）にも通っていた。
2005年4月、テレビ東京に入社。以後は『スポーツ魂』や『ワールドビジネスサテライト』などに出演、また『ウイニング競馬』司会者などを務めた。2007年12月7日、プロ野球読売ジャイアンツ（当時）投手の林昌範と結婚したのを機に、翌2008年3月31日付で同社を退職、主婦業に専念した。同年10月6日に第1子となる長女を出産。
2010年1月にオーケープロダクション所属としてフリーアナウンサーとして再デビュー。同年9月2日に第2子となる長男を出産。2017年4月1日にノースプロダクションに移籍。その後、アワーソングスクリエイティブに再度移籍。2022年6月10日付で、吉本興業とマネジメント契約を結ぶ。

## 出演番組

### テレビ東京時代の出演番組
- スポ魂!（火・2005年4月 - 2006年9月）
- 月曜エンタぁテイメント（2005年8月 - 2006年3月） - アシスタント
- 朝は楽しく!スマイルサプリメント - コーナー担当
- Ya-Ya-yah
- 夏目ナナの夜も楽しく（2006年）
- いきなり結婚生活（2006年4月 - 9月） - アシスタント
- スポーツ魂（2006年9月 - 2007年3月）
- ウイニング競馬（土・14:30 - 15:55）
- ワールドビジネスサテライト（月・金-23:00 - 23:58『トレンド・たまご』コーナー担当）
- Eネ!（土曜日深夜）
- スキバラ・ココリコミリオン家族（火・18:30 - 19:00)

### テレビ東京退社後の出演番組
- 踊る!さんま御殿!!（日本テレビ、2010年3月23日）
- 知りたがり!（フジテレビ、2010年4月5日）
- くりぃむクイズ ミラクル9（テレビ朝日、2012年11月7日）

## 出版物
- 接待・宴会にいいお店（2006年、日経BPムック）、「亀井京子アナと一緒に学ぶ、接待の基本マナーと宴会幹事の心得」ナビゲーター